# Steve Coleman
Pour les articles homonymes, voir Coleman.
Steve Coleman, né le 20 septembre 1956 à Chicago, est un saxophoniste américain, improvisateur, compositeur et leader de groupe.
Malgré la formation de nombreux groupes durant sa carrière, son groupe principal aux frontières mouvantes Steve Coleman and Five Elements débute en 1981 et est toujours actif aujourd'hui. Certains membres de ses groupes sont devenus des musiciens reconnus, comme Vijay Iyer, Marcus Gilmore ou Miles Okazaki (en).

## Biographie

### Jeunesse et début de carrière
Steve Coleman nait et grandit à Chicago. Il joue quelque temps du violon et de la flûte, avant d'apprendre le saxophone alto à ses 14 ans. Il étudie la technique et la musique pendant trois ans, mais préfère apprendre auprès de mentors comme Von Freeman, Sonny Stitt ou Bunky Green, et affine son métier au sein de jam sessions. Inspiré par Maceo Parker et Von Freeman, il joue dans des groupes de R&B et de funk.
Il commence à s'intéresser au jazz à la fin des années 1970, alors qu'il a 17 ou 18 ans, grâce à l'écoute des disques de Charlie Parker de son père, dont il devient un fin connaisseur. Il part alors en stop pour New York en 1978 afin d'approfondir sa connaissance du jazz,.
Il joue alors au sein du big band de Thad Jones et Mel Lewis, puis dans l'orchestre Winds of Manhattan de Sam Rivers et de Cecil Taylor. Il travaille également avec David Murray, Abbey Lincoln ou Michael Brecker,.
Il fait partie du trio et du quartet de Dave Holland, que Sam Rivers lui a présenté,. Il joue également aux côtés de Roy Hargrove et avec Craig Harris.

### Premiers projets en leader
Malgré ses engagements auprès de musiciens reconnus, Steve Coleman peine à payer son loyer, et pendant plusieurs années il joue dans la rue, parfois en compagnie de Graham Haynes, dans une formation qui préfigure son groupe Five Elements. Petit à petit, ils trouvent des engagements dans des petits clubs de Harlem ou Brooklyn.
Steve Coleman crée au début des années 1980 le collectif et la philosophie M-Base (« Macro-Basic Array of Structured Extemporization », « collection macro-basique d'improvisation spontanée »), avec un en semble de jeunes musiciens Noir-Américains dont Graham Haynes, Geri Allen, Greg Osby, Robin Eubanks, David Gilmore ou encore Cassandra Wilson. Ils partagent « à la fois le désir de développer un langage commun axé sur une écriture rythmique approfondie et d'affirmer, en des temps dominés par le revivalisme incarné par Wynton Marsalis, la possibilité d'un renouveau des formes du jazz qui s'inscrive dans le prolongement de son histoire, tout en développant une musique qui reste en prise avec le son de la rue »,,.
En parallèle et au sein du collectif M-Base, Coleman crée les Five Elements, un groupe à géométrie variable avec lequel il joue depuis le milieu des années 1980. En 1985, Coleman signe pour un premier album chez le label allemand JMT Records (en), intitulé Motherland Pulse (en), suivi par On the Edge of Tomorrow (en) et World Expansion (en).
Le collectif M-Base signe un premier album en 1991, Anatomy of a Groove,.

### Chez Novus
Au début des années 1990, il expérimente avec des musiciens de hip-hop comme The Roots, et son projet « Metrics » (1995) où il confronte son saxophone au rap de trois freestylers. Dans le même temps, il s'intéresse à la musique africaine, et part étudier au Ghana en 1993, où il se penche sur la culture Yoruba,. Les albums A Tale of 3 Cities et Def Trance Beat documentent ces recherches.
En 1995, il publie trois albums enregistrés en concert à Paris, au Hot Brass, avec trois groupes différents : Myths, Modes and Means avec The Mystic Rhythm Society ; The Way of the Cipher avec Metrics ; Curves of Life avec Five Elements. Chacun de ces disques présente une facette différentes des recherches de Coleman,.

### Chez BMG
Le premier album qu'il publie avec BMG, The Sign and the Seal (1996) est l'occasion d'une rencontre entre les Five Elements et les percussions cubaines de AfroCuba de Matanzas,,. L'ensemble fait une large tournée européenne en 1997. Cette même année il emmène des musiciens américains et cubains au Sénégal, et part début 1998 avec Five Elements dans l'Inde du Sud étudier la musique carnatique. Les albums The Sonic Language of Myth (1999) et The Ascension to Light (2000) témoignent de ces recherches.
En 1999, il est invité par l'IRCAM à Paris qui lui propose de développer un programme d'improvisation, Rameses 2000, qui peut interagir avec son groupe,.
Il continue de voyager pour apprendre d'autres traditions musicales, notamment au Sénégal, en Inde, en Indonésie et au Brésil. Il anime également de nombreux workshops où il partage sa conception de la musique et de l'improvisation, et enseigne à l'université de Californie à Berkeley,.

### Chez Label Bleu
Resistance is Futile, un double album live paru en 2001, est le premier album de Steve Coleman paru chez Label Bleu,. Il est suivi par On the Rising of the 64 Paths en 2002 puis Lucidarium (2003), où il explore des systèmes tonaux et rythmiques alternatifs.
En 2002, il publie Alternate Dimension Series I, un album en téléchargement gratuit depuis son site,.
Weaving Symbolics parait en 2005,.
Sa rencontre en 2006 avec le compositeur danois Per Nørgård fait évoluer son regard sur l'orchestration.
Son premier album en solo, Invisible Paths sort en 2007 chez Tzadik,.

### Chez Pi Recordings

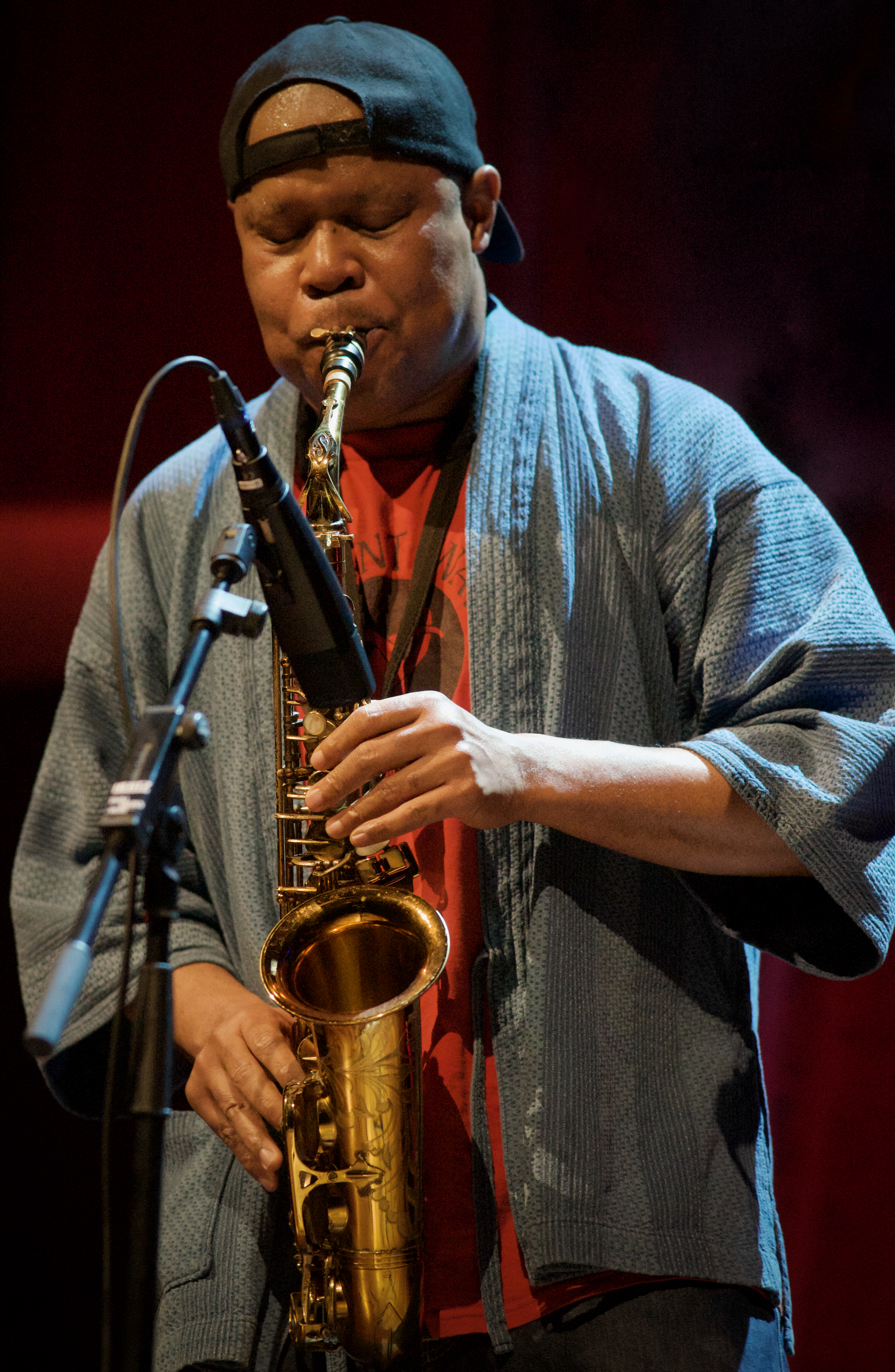
Steve Coleman en 2017.

En 2010, il signe avec le label Pi Recordings. La critique salue ses premiers albums sur ce label, tous enregistrés avec the Five Elements : Harvesting Semblances and Affinities,, The Mancy of Sound,,.
En 2012, Steve Coleman change d'approche en entamant un processus de composition spontanée, en étant de quasi-transe, qu'il orchestre ensuite. Functional Arrhythmias (en) est son premier album à documenter cette approche}. C'est également son premier album à se concenter sur le corps humain, en particulier ici sur les pulsations du cœur ; l'idée lui est venue après sa rencontre avec le percussionniste, polymathe et shaman Milford Graves,,,.
En 2014 et 2015, il reçoit plusieurs prix et bourses : Bourse Guggenheim, Doris Duke Impact Award, Bourse MacArthur, New Music USA award, Doris Duke Artist Award. Ces bourses lui permettent de faire des résidences à Chicago, Philadelphie et Los Angeles.
Il enregistre en 2015 Synovial Joints avec un orchestre de chambre d'improvisateurs de 21 musiciens (cuivres, vents, percussions, cordes…) qu'il appelle Council of Balance. L'idée lui est venue lors d'une vision qu'il a eue lors d'une retraite en 2013. L'album est « album de jazz de l'année » pour le New York Times.
Son album suivant, Morphogenesis (en), est enregistré avec son nonet Natal Eclipse,. Il est un des meilleurs albums de l'année pour les critiques de NPR.
En 2018, Steve Coleman and the Five Elements publient un album en concert, 15 ans après le précédent, Live at the Village Vanguard, Vol 1: The Embedded Sets. Il est suivi trois après par Live at the Village Vanguard, Vol. 2 (MDW NTR).
Après plusieurs années de retrait, il publie un nouveau disque avec Five Elements le 25 octobre 2024. Intitulé Polytropos/Of Many Turns, en référence à la première phrase de l'Odyssée d'Homère, ce double album est enregistré en concert à Paris et Voiron en mars 2024,.

### Autres activités
Steve Coleman est également producteur, notamment pour Geri Allen, Cassandra Wilson, Sam Rivers et Ravi Coltrane.

### Accusations de harcèlement sexuel
En 2017, Steve Coleman est accusé par la saxophoniste Maria Grand, qui a en particulier participé à l'album Synovial Joints, de harcèlement sexuel, l'accusant de profiter de sa situation de mentor pour lui imposer des relations sexuelles de 2011 à 2016. Coleman réplique en octobre 2018 avec un procès et une demande de dédommagement de 500 000 $ pour les engagements musicaux perdus à la suite de ces révélations. En mars 2021, le jugement donne raison à Maria Grand,,
.

## Inspiration et recherches artistiques
Steve Coleman est un musicien important, qui a participé à renouveler le langage du jazz par son approche originale. Son influence est notable sur de nombreux musiciens, en particulier grâce aux nombreux workshops qu'il anime, avec passion, notamment en France ou en Belgique, qui lui permettent de diffuser ses idées. Ses albums connaissent en comparaison une assez faible diffusion.
La musique de Steve Coleman est nourrie de très nombreuses influences, issues des musiques du monde entier, notamment d'Afrique de l'Ouest, mais également d'Asie et d'Amérique latine. Polymathe, il se nourrit également de la nature, de métaphysique et de science. Les titres et les pochettes de ses albums ainsi que ceux de certains de ses groupes (The Mystic Rhythm Society) reflètent son intérêt pour la numérologie, l'astrologie ou l'ésotérisme kémétique.
Ses compositions, indissociables de son travail d'improvisation, sont mélodiques, expressives, et pleines de souplesse. Elles reposent sur des structures rythmiques élaborées, incluant souvent de la polyrythmie en superposant différents cycles au sein collectif dans lequel il joue,. Le couple basse/batterie garde généralement des éléments de funk, combinés aux musiques d'Afrique de l'Ouest. Son univers harmonique est raffiné.
Son jeu au saxophone alto fait preuve d'une grande concentration, de belles qualités techniques et d'une vaste imagination.

## Récompenses
- 2014 : Bourse MacArthur
- 2018 : Coup de cœur Jazz et Blues de l'Académie Charles-Cros pour Live at the Village Vanguard, Vol. 1 (The Embedded Sets)[40]

## Discographie

### En tant que leader ou coleader
| Année | Formation                                   | Titre                                                                | Label                |
| ----- | ------------------------------------------- | -------------------------------------------------------------------- | -------------------- |
| 1985  | Steve Coleman                               | Motherland Pulse (en)                                                | JMT Records (en)     |
| 1986  | Steve Coleman and Five Elements             | On the Edge of Tomorrow (en)                                         | JMT Records          |
| 1987  | Steve Coleman and Five Elements             | World Expansion (en)                                                 | JMT Records          |
| 1988  | Steve Coleman and Five Elements             | Sine Die                                                             | PANGÆA               |
| 1990  | Steve Coleman and Five Elements             | Rhythm People (The Resurrection of Creative Black Civilization) (en) | Novus/BMG            |
| 1991  | Steve Coleman and Five Elements             | Black Science (en)                                                   | Novus/BMG            |
| 1991  | Steve Coleman                               | Rhythm in Mind (en)                                                  | Novus/BMG            |
| 1991  | Duo avec Dave Holland                       | Phase-Space                                                          | Rebel-X/DIW          |
| 1991  | M-Base Collective                           | Anatomy of a Groove                                                  | Columbia             |
| 1992  | Steve Coleman and Five Elements             | Drop Kick (en)                                                       | Novus/BMG            |
| 1993  | Steve Coleman and Five Elements             | The Tao of Mad Phat (en)                                             | Novus/BMG            |
| 1994  | Steve Coleman and Metrics                   | A Tale of 3 Cities (The EP)                                          | Novus/BMG            |
| 1994  | Steve Coleman and Five Elements             | Def Trance Beat                                                      | Novus/BMG            |
| 1995  | Steve Coleman and The Mystic Rhythm Society | Live at the Hot Brass, Paris 1. Myths, Modes and Means               | Novus/BMG            |
| 1995  | Steve Coleman and Metrics                   | Live at the Hot Brass, Paris 2. The Way of the Cipher                | Novus/BMG            |
| 1995  | Steve Coleman and Five Elements             | Live at the Hot Brass, Paris 3. Curves of Life                       | Novus/BMG            |
| 1996  | Steve Coleman and The Mystic Rhythm Society | The Sign and the Seal                                                | BMG                  |
| 1997  | Steve Coleman and The Council of Balance    | Genesis (publié avec The Opening of the Way)                         | BMG                  |
| 1997  | Steve Coleman and Five Elements             | The Opening of the Way (publié avec Genesis)                         | BMG                  |
| 1998  | Steve Coleman and Five Elements             | The Sonic Language of Myth                                           | BMG                  |
| 2001  | Steve Coleman and Five Elements             | The Ascension to Light                                               | BMG France           |
| 2001  | Steve Coleman and Five Elements             | Resistance is Futile                                                 | Label Bleu           |
| 2002  | Steve Coleman and Five Elements             | Alternate Dimension Series I                                         | téléchargement libre |
| 2002  | Steve Coleman and Five Elements             | On the Rising of the 64 Paths                                        | Label Bleu           |
| 2003  | Steve Coleman and Five Elements             | Lucidarium                                                           | Label Bleu           |
| 2006  | Steve Coleman and Five Elements             | Weaving Symbolics                                                    | Label Bleu           |
| 2007  | Steve Coleman (solo)                        | Invisible Paths: First Scattering                                    | Tzadik               |
| 2010  | Steve Coleman and Five Elements             | Harvesting Semblances and Affinities                                 | Pi Recordings        |
| 2011  | Steve Coleman and Five Elements             | The Mancy of Sound                                                   | Pi                   |
| 2013  | Steve Coleman and Five Elements             | Functional Arrhythmias (en)                                          | Pi                   |
| 2015  | Steve Coleman and The Council of Balance    | Synovial Joints                                                      | Pi                   |
| 2017  | Steve Coleman's Natal Eclips                | Morphogenesis (en)                                                   | Pi                   |
| 2018  | Steve Coleman and Five Elements             | Live at the Village Vanguard, Vol. 1 (The Embedded Sets)             | Pi                   |
| 2021  | Steve Coleman and Five Elements             | Live at the Village Vanguard, Vol. 2 (MDW NTR)                       | Pi                   |
| 2024  | Steve Coleman and Five Elements             | Polytropos / Of Many Turns                                           | Pi                   |

### En tant que sideman

#### Avec Mel Lewis
- 1978 : Thad Jones/Mel Lewis Orchestra, One More Time!
- 1979 : Mel Lewis and The Jazz Orchestra, Naturally
- 1980 : Mel Lewis and The Jazz Orchestra, Bob Brookmeyer
- 1982 : Mel Lewis and The Jazz Orchestra, Live in Montreux

#### Avec Sam Rivers
- 1982 : Sam Rivers Winds Of Manhattan, Colours
- 1999 : Sam Rivers' Rivbea All-star Orchestra, Culmination
- 1999 : Sam Rivers' Rivbea All-star Orchestra, Inspiration

#### Avec Dave Holland
- 1984 : Dave Holland Quintet, Jumpin' In
- 1985 : Dave Holland Quintet, Seeds of Time
- 1987 : Dave Holland Quintet, The Razor's Edge
- 1988 : Dave Holland trio, Triplicate
- 1990 : Dave Holland quartet, Extensions

#### AvecAbbey Lincoln
- 1984 : Talking to the Sun
- 1997 : Who Used To Dance
- 1997 : You And I

#### AvecCassandra Wilson
- 1986 : Point of View
- 1987 : Days Aweigh
- 1990 : Jumpworld
- 1995 : Songbook
- 1999 : Traveling Miles

#### AvecThe Roots
- 1994 : From The Ground Up
- 1995 : Do You Want More?!!!??!
- 1996 : Illadelph Halflife

#### Autres participations
- 1982 : Errol Parker, The Errol Parker Tentet
- 1982 : Doug Hammond, Spaces
- 1984 : Chico Freeman Featuring Bobby McFerrin, Tangents
- 1985 : David Murray Big Band, Live at Sweet Basil - Vol. 1 et 2
- 1985 : Billy Hart, Oshumare
- 1985 : Errol Parker Tentet, Live at The Wollman Auditorium
- 1985 : Franco Ambrosetti, Tentets
- 1987 : Geri Allen, Open On All Sides in the Middle
- 1987 : Michele Rosewoman, Quintessence
- 1987 : Marvin "Smitty" Smith, Keeper Of The Drums
- 1988 : Chuck Brown & The Soul Searchers, That'll Work
- 1988 : Robin Eubanks, Different Perspectives
- 1989 : Strata Institute, Cipher Syntax
- 1989 : C.J.'s Uptown Crew, Get Real
- 1989 : Sato Michihiro, Rodan
- 1989 : Marvin "Smitty" Smith, The Road Less Traveled
- 1989 : Stanley Cowell, Back To The Beautiful
- 1990 : L.A. Star, Poetess
- 1990 : David Linx, Pierre Van Dormael, James Baldwin: A Lover's Question
- 1990 : Lonnie Plaxico, Plaxico
- 1991 : The Original Doug Hammond Trio, Perspicuity
- 1991 : Strata Institute, Transmigration
- 1991 : Greg Osby, Man-Talk For Moderns Vol. X
- 1992 : Cindy Blackman, Code Red
- 1992 : Franco Ambrosetti, Gin and Pentatonic
- 1994 : MC Solaar, Prose combat
- 1994 : David Murray, David Murray
- 1995 : Vijay Iyer, Memorophilia
- 1997 : Mal Waldron, Soul Eyes
- 1997 : Andy Milne, Forward To Get Back
- 1998 : Ravi Coltrane, Moving Pictures
- 1999 : Cindy Blackman, A Lil' Somethin', Somethin'
- 2000 : Dice Raw, Reclaiming The Dead
- 2002 : Quite Sane, Child Of Troubled Times
- 2003 : The RH Factor, Hard Groove
- 2003 : Holt, 80 Mile Beach
- 2003 : Magic Malik Orchestra, 00-237 / XP-1
- 2005 : Magic Malik Orchestra, XP-2
- 2005 : Craig Harris, Souls Within The Veil
- 2006 : Lonnie Plaxico, West Side Stories
- 2009 : Mew, No More Stories… (en)
- 2011 : The Fleshtones Featuring Lenny Kaye, Brooklyn Sound Solution
- 2012 : Mou Brasil, Farol
- 2016 : Jeff « Tain » Watts, Blue, Vol. 2
- 2018 : Dafnis Prieto Big Band, Back to the Sunset

### Filmographie
- 2005 : Elements on One, documentaire de Eve-Marie Breglia sur Steve Coleman filmé entre 1996 et 2002, documentant notamment ses voyages à Cuba, au Sénégal, en Inde, en Égypte et en France[49]